# Сок (река)
Сок (на руски: Сок) е река в Оренбургска и Самарска област на Русия, ляв приток на Волга. Дължина 363 km. Площ на водосборния басейн 11 700 km².

## Извор, течение, устие
Река Сок води началото си от северозападната част на Бугулминско-Белебеевското възвишение, на 363 m н.в., на 4 km южно от село Курская Василевка, в крайната северозападна част на Оренбургска област. В началото тече в северозападна, а след село Стародомосейкино – в югозападна посока. При село Зерика завива на запад, напуска пределите на Оренбургска област и навлиза на територията на Самарска област. До районния център село Исакли тече на запад, след което завива на югозапад и запазва това направление до устието си. Тече предимно сред хълмиста равнина в широка и плитка долина, в която силно меандрира. Влива се отляво в река Волга, при нейния 1429 km, на 24 m н.в., при селището от градски тип Волжки, северно от град Самара.

## Водосборен басейн, притоци
Водосборният басейн на Сок обхваща площ от 11 700 km², което представлява 0,86% от водосборния басейн на Волга. На югоизток и юг водосборният басейн на Сок граничи с водосборния басейн на река Самара, на север – с водосборните басейни на река Болшой Черемшан и други по-малки реки леви притоци на Волга, а на североизток – с водосборните басейни на реките Шешма, Зай и Ик (леви притоци на Кама). Основни притоци: леви – Сургут (97 km); десни – Кондурча (294 km).

## Хидроложки показатели
Сок има смесено подхранване с преобладаване на снежното, с ясно изразено пролетно пълноводие през април и началото на май. Среден годишен отток на 174 km от устието 16,1 m³/s, в устието 45,6 m³/s. В различни години се заледява в периода от края на октомври до началото на декември, а се размразява през април.

## Стопанско значение, селища
По време на пролетно си пълноводие е плавателна за плиткогазещи съдове в долното течение. По течението ѝ са разположени множество населени места, в т.ч. районните центрове селата Исакли и Сергиевск в средното течение, село Красни Яр в долното течение, а в устието – селището от градски тип Волжки, всичките в Самарска област.